# Partido Democrata (Ilhas Salomão)
O Partido Democrata é um partido político das Ilhas Salomão. Num país no qual os partidos políticos tendem a ser pequenos e transitórios, e obter poucos assentos no Parlamento, o Partido Democrata desempenhou um papel relativamente importante na história recente.

## Histórico
Com objetivo de se concentrar na "liderança ética" para o país, o partido foi fundado em outubro de 2005 pelo advogado Gabriel Suri. Seu secretário-geral, John Keniapisia, descreveu isso como uma liderança baseada num relacionamento com Deus: "A liderança política é sobre a construção da nação. A liderança política também é sobre o chamado de Deus para que homens e mulheres se envolvam na construção do Reino, aqui na terra, sabendo que tudo o que fazemos é um chamado de Deus. Por esse motivo, somos responsáveis a Ele. Nosso foco deve estar nas coisas de valor eterno. Em tudo o que fazemos, devemos estar empenhados em fazê-lo para a glória de Deus". O Partido Democrata também promoveria o "governo nativo", assegurando o controle nativo sobre o destino do país e fortalecendo o "processo decisório tradicional".
Nas eleições gerais de abril de 2006, o partido obteve apenas três assentos no Parlamento Nacional de cinquenta membros, com 4,9% dos votos. No entanto, quando o recém-eleito primeiro-ministro Snyder Rini renunciou no mês seguinte, em face de uma moção de censura, os democratas se juntaram ao governo da Grande Coalizão de Manasseh Sogavare para o Governo da Mudança. Em novembro de 2007, os democratas retiraram seu apoio a Sogavare, apoiando um movimento bem-sucedido de confiança para derrubá-lo e se tornaram parte fundamental da nova Coalizão pela Unidade Nacional e Desenvolvimento Rural do novo governo do primeiro-ministro Derek Sikua.
No governo Sikua, o partido foi descrito como "fundamental" para assegurar a introdução de "reformas significativas como as Contas de Reforma do Partido Político, a criação da Comissão de Verdade e Reconciliação, e a criação da equipe de força-tarefa para empreender estudo visando a criação de uma Comissão Independente Contra a Corrupção".
O secretário-geral do partido, John Keniapisia, declarou em 2009 que um de seus principais objetivos era "pressionar o país a desenvolver um relacionamento mais forte com Deus". Ele também apoiou a Lei de Integridade dos Partidos Políticos, em nome da "estabilidade política".
Levando os democratas às eleições gerais de agosto de 2010, o líder do partido, Steve Abana, fez campanha com uma promessa de "mais reconhecimento aos proprietários de terras tribais registrando todas as terras tribais em nome das tribos"; "a implementação de um Plano Nacional de Adaptação para lidar com as Mudanças Climáticas para as comunidades mais vulneráveis; um foco para melhorar o padrão de vida nas vilas, de acordo com os Objetivos de Desenvolvimento do Milênio"; uma promessa "de garantir que 80% da energia no país seja produzida a partir de recursos renováveis"; e reforma eleitoral para introduzir voto preferencial. A plataforma do partido também inclui impulsionar para o desenvolvimento de uma universidade nacional com sede em Malaita", e desenvolver relações econômicas e comerciais com a República Popular da China, sem se afastar do reconhecimento diplomático da República da China (Taiwan).
Nas eleições de 2010, o Partido Democrata tornou-se, de longe, o maior partido do Parlamento de cinquenta membros, ganhando treze assentos. Nenhum outro partido obteve mais de três assentos. O deputado democrata e líder Steve Abana depois tentou ser eleito primeiro-ministro pelos seus companheiros. Ele conseguiu obter os votos de vinte e três deputados, porém foi derrotado por Danny Philip, do Partido Progressista do Povo, que foi eleito com vinte e seis votos. Quatro dias depois, em 31 de agosto, Abana tornou-se oficialmente líder da oposição e nomeou um gabinete paralelo, no qual os democratas ocuparam dez dos dezenove ministros paralelos. Outros dois democratas, no entanto, já tinham desertado para o governo, conseguindo cargos no gabinete do primeiro-ministro Philip; mais tarde, eles se juntaram a Stanley Sofu, que havia sido ministro paralelo de Abana para o Desenvolvimento de Infraestrutura, mas que aceitou o cargo de ministro da Função Pública. Assim, dos treze deputados do Partido Democrata, nove eram ministros paralelos, dois eram ministros e os outros dois eram backbenchers.
O Executivo Nacional do partido durante o período que antecedeu a eleição de 2010 consistia no presidente John Ini Lapli, a vice-presidente Dra. Alice Pollard, o tesoureiro Gideon Zoleveke (Júnior), o secretário-geral John Keniapisia e o líder do partido, Steve Abana.
Em novembro de 2011, o partido renovou sua liderança. Mathew Wale se tornou líder do partido, enquanto a Dra. Alice Pollard passou a ocupar o cargo de presidente do partido. Nesta fase, o partido ainda estava oficialmente no Parlamento, mas havia experimentado "a deserção de quase três quartos" dos seus membros parlamentares (incluindo Steve Abana) para as bancadas do governo.